# Brahijarij
Brahijarij (lat. brachiarium, prema brachium - ruka) je relikvijar u obliku ljudske ruke u kojem se čuva ili cijela ruka nekog svetca ili samo neki njezin dio.